# Vognmagergade
Vognmagergade er en gade i Indre By, i København, der går fra Møntergade til Landemærket. Gadenavnet kendes fra 1568 i formen Wogenmand gade og senere med andre varianter af vognmændenes gade. Fra 1764 kendes betegnelsen Vogenmager Gade, der formentlig er inspireret af den nærliggende Købmagergade, men som næppe har noget med vognbygning at gøre.
Området, som gaden ligger i, gennemgik en kraftig sanering i begyndelsen af 1900-tallet, hvor et slumkvarter, Brøndstræde-kvarteret, der var opstået her, blev revet ned. I stedet blev der opført flere store erhvervsejendomme langs gaden. Det mest karakteristiske indslag er imidlertid den toetages skyway, der forbinder nr. 10 og 11. Den blev opført i 1936-1937 efter tegninger af Alf Cock-Clausen for forlaget Gutenberghus, nu Egmont, der dengang holdt til i begge bygninger. På de to glasdækkede sider mod gaden er der opsat store ure.

## Bygninger
På den nordlige side af gaden ligger først bagsiden af det firlængede kompleks Møntergården med adresserne Vognmagergade 2 / Møntergade 19-21 / Gothersgade 49 / Sjæleboderne 2-4. Det blev opført i 1915-1916 efter tegninger af H.P. Jacobsen for grosserer A.C. Illum. Det blev overtaget af ATP i 1995.
Karréen Vognmagergade 8 / Lønporten 2 / Gothersgade 53 blev opført i 1912-1913 efter tegninger af G.B. Hagen og Rolf Schroeder for Københavns Belysningsvæsen, der brugte den som kontorbygning. Bygningen er opført i røde teglsten på en sokkel af grå sten. I soklen er der indmuret nogle kampesten fra tidligere bygninger på grunden. På fløjene langs med Sjæleboderne og Lønporten afsluttes tagetagerne med bindingsværk ud mod Vognmagergade. Midt på siden mod Vognmagergade ligger bygningens hovedindgang, der er udformet som Københavns byvåben. Bygningen blev benyttet af Belysningsvæsenet, fra 1999 Københavns Energi, til 2005. Fra 2007 har voksenundervisningscentret KVUC holdt til her.
Tredje og sidste bygning på den nordlige side er den firefløjede ejendom Vognmagergade 8B-10 / Gothersgade 55 / Landemærket 26. De tre fløje blev opført i 1912-1914 efter tegninger af Bernhard Ingemann for Egmont H. Petersen, der havde brug for ekstra plads til sin voksende forlagsvirksomhed Gutenberghus. Den fjerde fløj mod Gothersgade blev af ukendte årsager først opført i 1929 under ledelse af Alf Cock-Clausen. Ejendommen blev ombygget til Filmhuset i 1995-1996 efter tegninger af Lars Frank Nielsen. Bygningen huser i dag Det Danske Filminstitut med Cinemateket, bibliotek og videotek.
På den sydlige side af gaden ligger et kompleks, der blev opført for Gutenberghus over flere omgange. Langs med Vognmagergade fremstår den som en aflang bygning med sort stueetage med fem etager grå facader ovenover og to tilbagetrukne tagetager. Forskellige arkitektoniske indslag afslører dog, at den ikke er opført på en gang. Ældste del er nr. 11, der blev opført i 1934 efter tegninger af Alfred Cock-Clausen. I 1938 udvidede han den med nr. 9, der er udsmykket med et toetages søjlerelief over indgangen. I 1964 udvidede han den yderligere med nr. 7 sammen med sin søn Søren Cock-Clausen. Her er den ene tagetage trukket frem til gaden. Ved Møntergade ligger en bygning, der blev opført under ledelse af Preben Hansen og Poul Andresen. De stod desuden for en fireetages glasbeklædt skyway, der forbinder bygningen med Cock-Clausens.